# Gripenbergare
Gripenbergare är en svag drink av groggtyp.
Den förekommer i Sjöwall Wahlöös polisromaner om Martin Beck, där den är kriminalinspektör Per Månssons favoritdrink. Receptet är ca 4-8 cl gin och krossad is i ett stort grogg-glas. Glaset fylls sedan upp med grape tonic och rörs om med en gaffel. Månsson sägs ha lärt sig receptet av en finlandssvensk kavalleriofficer vid namn Gripenberg. En Gripenbergare ska vara svag – med mycket groggvirke och lite is. Tanken är att man ska kunna njuta denna grogg länge, utan att den förändras i smak, till exempel genom att is smälter och späder ut groggen.
Sjöwall Wahlöö namngav drinken efter sin gode vän, översättaren Claës Gripenberg.